# Segona República Polonesa
La Segona República Polonesa fou una república geogràficament assimilable a la Polònia contemporània que va existir entre 1918 i 1939. Limitava amb Alemanya, Txecoslovàquia, Romania, Letònia, Lituània i la Unió Soviètica. També rep el nom de Polònia d'entreguerres, al comprendre el període històric entre la Primera Guerra Mundial i la Segona Guerra Mundial.
Quan les fronteres de l'estat van quedar fixades el 1922 després de diverses guerres, la nova república tenia fronteres amb Txecoslovàquia, Alemanya, la Ciutat Lliure de Danzig, Lituània, Letònia, Romania i la Unió Soviètica, així com amb una petita franja costanera al Bàltic, als voltants de la ciutat de Gdynia. Tenia una superfície de 388.634 km² (el sisè país major d'Europa a la tardor de 1938; després de l'annexió de Zaolzie, la zona va créixer fins a 389.720 km².), i d'acord amb el cens d'aquell any, tenia una població estimada de 27,2 milions de persones. El 1939, just abans de l'esclat de la Segona Guerra Mundial, tenia una població estimada de 35,1 milions. Gairebé un terç d'ells eren minories ètniques (13,9% d'ucraïnesos, 3,1% de belarússos, 8,6% de jueus, 2,3% d'alemanys i un 3,4% de lituans, russos i txecs).
La Segona República sovint és associada amb moments de gran adversitat, de problemes i de triomfs. Havent de lluitar amb les dificultats econòmiques i la destrucció de la Primera Guerra Mundial, seguida de la invasió soviètica durant la Guerra Poloneso-Soviètica, i l'increment de veïns hostils com l'Alemanya Nazi, la República no només es va fer forta, sinó que a més s'expandí. Mancada d'un imperi d'ultramar, Polònia no obstant aconseguí un nivell de desenvolupament econòmic i prosperitat comparables als de l'oest. Els centres culturals de Varsòvia, Cracòvia, Poznań, Wilno i Lviv van arribar als nivells de les principals ciutats europees. També eren seu d'universitats d'anomenada i llocs d'un gran intercanvi cultural. El 1939, la República havia esdevingut una potència en l'àmbit polític i econòmic.

## Dates principals a la història de la Segona República Polonesa (1918-1939)

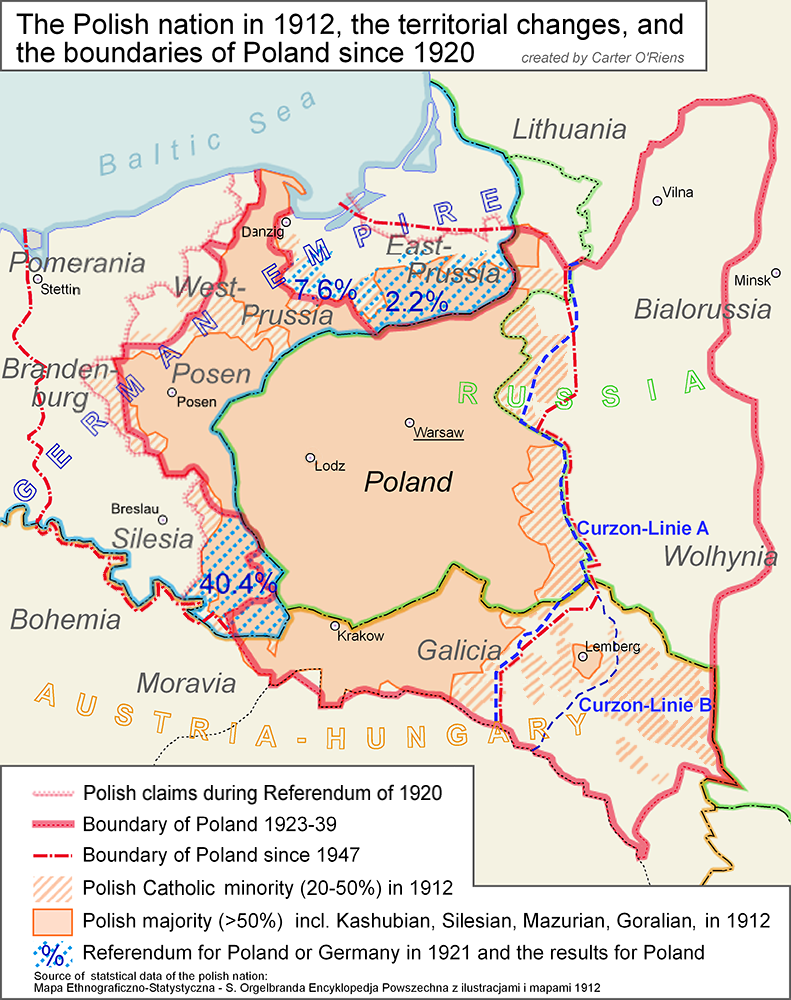
La Nació Polonesa al 1912 i demandes territorials

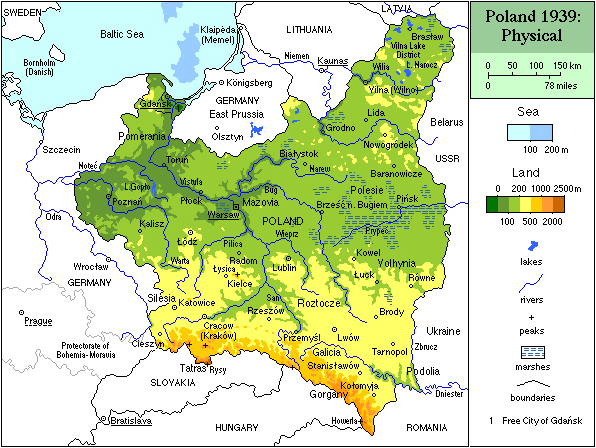
La Segona República Polonesa 1939 (mapa físic)

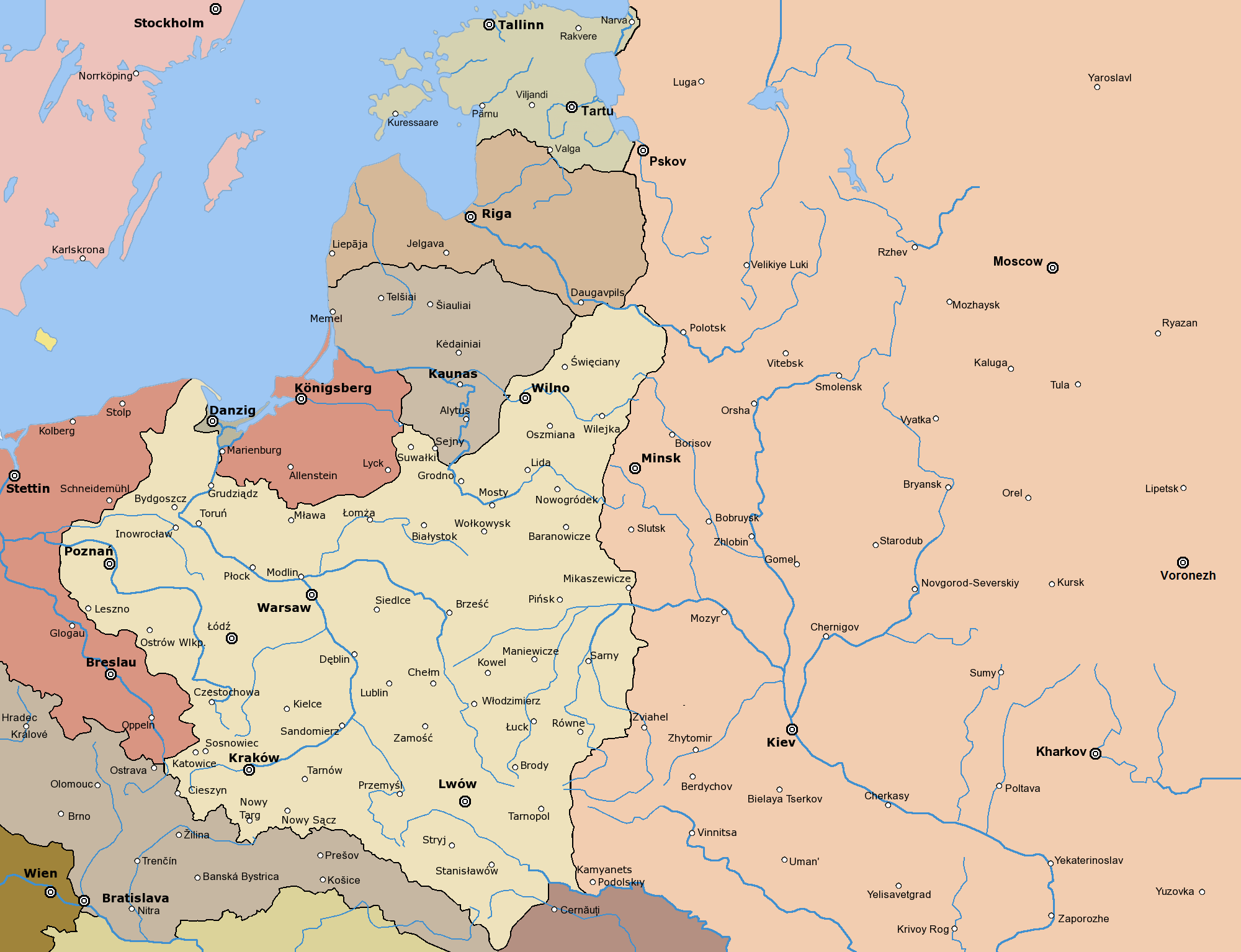
La Segona República Polonesa 1922-1939

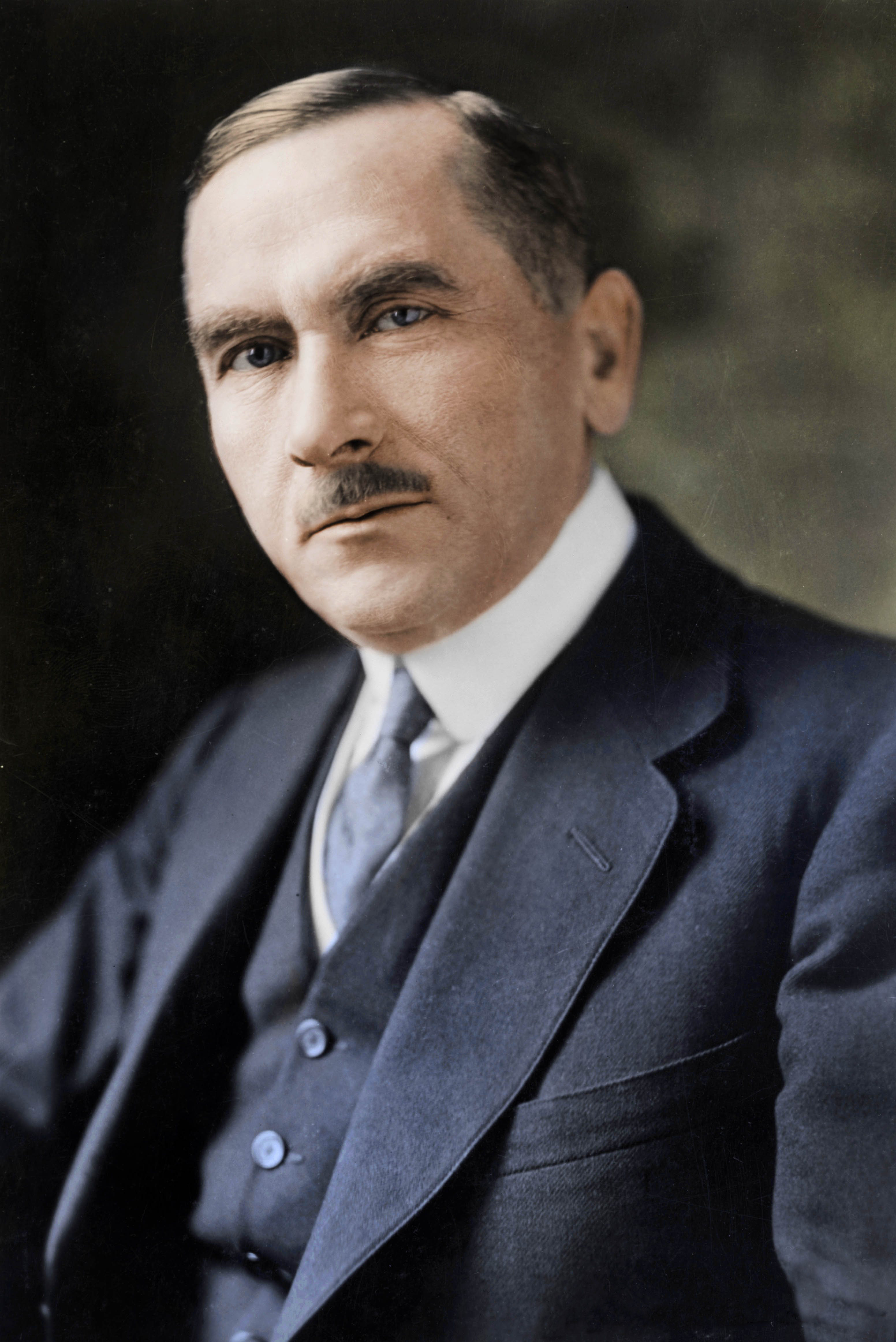
Roman Dmowski

- Independència; alliberament de Varsòvia: 11 de novembre de 1918
- Eleccions pel Sejm: 26 de gener de 1919
- Tractat de Versalles (articles 87-93) i Petit Tractat de Versalles, establint Polònia com un estat sobirà i independent dins l'arena internacional: 28 de juny de 1919
- Guerra amb Ucraïna: 1918-19
- Guerra amb la Unió Soviètica. Miracle del Vístula. Tractat de Riga (1920): (febrer de 1919 – març de 1921)
- Guerra contra Lituània
- Conflictes fronteres entre Polònia i Txecoslovàquia
- Alçaments a i Silèsia. Alçament de la Gran Polònia, Alçaments a Silèsia
- Reforma agrària: 15 de juliol de 1920
- Constitució de Març: 17 de març de 1921
- Aliances amb França i Romania: 1921
- Eleccions pel Sejm: 5 de novembre de 1922
- Eleccions pel Senat: 12 de novembre de 1922
- Assassinat del President Gabriel Narutowicz: 16 de desembre de 1922
- Govern de Władysław Grabski. Bank Polski. Reforma monetària polonesa de 1924
- Stanislaw Wojciechowski President: 20 de desembre de 1922
- Cop de Maig. Inici del Govern Sanacja (1926)
- Eleccions: 16 de novembre de 1930
- Pacte de no-agressió amb la Unió Soviètica: 25 de juliol de 1932
- Pacte de no-agressió amb Alemanya: 26 de gener de 1934
- Constitució d'abril: 23 d'abril de 1935
- Mort de Józef Pilsudski: 12 de maig de 1935
- Centralny Okreg Przemyslowy. Eugeniusz Kwiatkowski: 1936
- Creació del Partit Polític Obóz Zjednoczenia Narodowego: 2 de febrer de 1937
- Annexió de Zaolzie, Górna Orawa i Jaworzyna (abans txecoslovaques): octubre de 1938
- Mort de : 2 de gener de 1939
- Garanties militars del Regne Unit i França: 31 de març de 1939
- Pacte de no-agressió germanosoviètic amb un protocol secret per dividir-se Polònia
- Aliança entre Polònia i el Regne Unit: 25 d'agost de 1939
- Invasió alemanya de Polònia: 1 de setembre de 1939
- Invasió soviètica de Polònia: 17 de setembre de 1939

## L'inici
Ocupada pels exèrcits alemany i austrohongarès a l'estiu de 1915, la regió abans ocupada per Rússia del que es considerava la Polònia històrica es proposà que fos un estat titella alemany el 5 de novembre de 1916, amb un Consell d'Estat governant (des del 15 d'octubre de 1917)] i un Consell de la Regència (Rada Regencyjna Królestwa Polskiego) per administrar un país sota els auspicis alemanys, pendent de l'elecció d'un rei.
Poc abans del final de la Primera Guerra Mundial, el 7 d'octubre de 1918, el Consell de la Regència va dissoldre el Consell d'Estat i anuncià la seva intenció de restaurar la independència polonesa. Amb la notable excepció del Partit Social Democràtic del Regne de Polònia i Lituània (SDKPiL) (d'orientació marxista), la majoria dels partits polítics van donar suport a la proposta. El 23 d'octubre, el Consell nomenà un nou govern sota Józef Swierzynski, iniciant el reclutament de l'Exèrcit Polonès. El 5 de novembre, a Lublin, es creà el primer Soviet de Delegats; i el 6 els comunistes anunciaven la creació d'una República de Tarnobrzeg; mentre que el mateix dia es creava un Govern Popular Provisional de la República de Polònia sota el socialista Ignacy Daszynski.

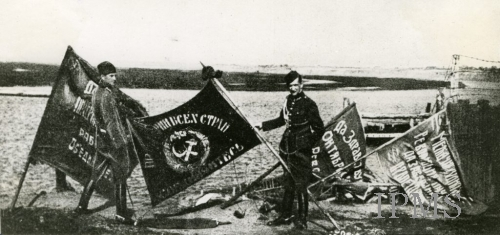
Soldats polonesos mostrant banderes soviètiques després de la Batalla de Varsòvia.

El 10 de novembre, Józef Piłsudski, alliberat de l'empresonament alemany, retornà a Varsòvia. L'endemà, gràcies a la seva popularitat i amb el suport de la majoria dels partits polítics, el Consell de la Regència l'anomenà Comandant en Cap de les Forces Armades Poloneses. El 14 de novembre, el Consell es dissolgué a si mateix i transferí tota la seva autoritat a Piłsudski com a Cap d'Estat (Naczelnik Państwa).
Es van crear centres de govern a Galítsia (antigament sota domini austrohongarès), incloent un Consell Nacional al Principat de Cieszyn (creat a novembre de 1918) i un Comitè de Liquidació, creat el 28 d'octubre. Poc després esclatà un conflicte a Lwów entre forces del Comitè Militar d'Ucraïnesos i unitats irregulars de polonesos, compostes per estudiants i quitxalla, anomenats Aguilons de Lwów, que posteriorment serien recolzats per l'exèrcit polonès.
Després de consultar-ho amb Piłsudski, el govern de Daszynski es dissolgué i es formà un nou govern sota la presidència de Jedrzej Moraczewski.

## Segona Guerra Mundial
Envoltada d'enemics, la República Polonesa buscà sempre el suport del Regne Unit, intentant en tot moment realitzar acords de no-agressió amb els seus veïns més amenaçadors: la Unió Soviètica (1932) i l'Alemanya Nazi (1934). Al final, tots aquests tractats acabarien sent paper mullat, car ningú no els respectaria.
En efecte, l'arribada de Hitler al poder a Alemanya, condemnaria a Polònia, car insatisfet per la sortida al mar que Polònia havia rebut al Tractat de Versalles a expenses d'Alemanya, Hitler decidí envair-la; els aliats francesos i britànics no els ajudarien, car llavors no estarien preparats per la guerra. L'altre aliat importat polonès, Txecoslovàquia, havia estat desmembrat mesos abans als Acords de Múnic.
L'inici de la Segona Guerra Mundial marcà el final de la Segona República Polonesa. La invasió de Polònia s'inicià l'1 de setembre de 1939, només una setmana després de la signatura del Pacte Ribbentrop-Mólotov, i finalitzà el 6 d'octubre de 1939, amb Alemanya i la Unió Soviètica ocupant tot el territori polonès. Polònia no es rendí, sinó que seguí com el Govern Polonès a l'Exili i l'Estat secret polonès.

## Polítics i governs

### Cap d'Estat
- Józef Piłsudski – 22 de novembre de 1918 - 9 de desembre de 1922

### Presidents
- Gabriel Narutowicz – 9 de desembre de 1922 - 16 de desembre de 1922
- Stanislaw Wojciechowski – 20 de desembre de 1922 - 14 de maig de 1926
- Ignacy Moscicki – 1 de juny de 1926 - 30 de setembre de 1939
- Boleslaw Wieniawa-Dlugoszowski - 1 d'octubre de 1939

### Primers ministres
- Jędrzej Moraczewski – 18 de novembre de 1918 - 16 de gener de 1919
- Ignacy Paderewski – 18 de gener de 1919 - 27 de novembre de 1919
- Leopold Skulski – 13 de desembre de 1919 - 9 de juny de 1920
- Wladyslaw Grabski – 27 de juny de 1920 - 24 de juliol de 1920
- Wincenty Witos – 24 de juliol de 1920 - 13 de setembre de 1921
- Antoni Ponikowski – 19 de setembre de 1921 - 5 de març de 1922
- Antoni Ponikowski – 10 de març de 1922 - 6 de juny de 1922
- Artur Sliwinski – 28 de juny de 1922 - 7 de juliol de 1922
- Wojciech Korfanty – 14 de juliol de 1922 - 31 de juliol de 1922
- Julian Nowak – 31 de juliol de 1922 - 14 de desembre de 1922
- Wladyslaw Sikorski – 16 de desembre de 1922 - 26 de maig de 1923
- Wincenty Witos – 28 de maig de 1923 - 14 de desembre de 1923
- Wladyslaw Grabski – 19 de desembre de 1923 - 14 de novembre de 1925
- Aleksander Skrzynski – 20 de novembre de 1925 - 5 de maig de 1926
- Wincenty Witos – 10 de maig de 1926 - 14 de maig de 1926
- Kazimierz Bartel – 15 de maig de 1926 - 4 de juny de 1926
- Kazimierz Bartel – 8 de juny de 1926 - 24 de setembre de 1926
- Kazimierz Bartel – 27 de setembre de 1926 - 30 de setembre de 1926
- Józef Piłsudski – 2 d'octubre de 1926 - 27 de juny de 1928
- Kazimierz Bartel – 27 de juny de 1928 - 13 d'abril de 1929
- Kazimierz Switalski – 14 d'abril de 1929 - 7 de desembre de 1929
- Kazimierz Bartel – 29 de desembre de 1929 - 15 de març de 1930
- Walery Slawek – 29 de març de 1930 - 23 d'agost de 1930
- Józef Piłsudski – 25 d'agost de 1930 - 4 de desembre de 1930
- Walery Slawek – 4 de desembre de 1930 - 26 de maig de 1931
- Aleksander Prystor – 27 de maig de 1931 - 9 de maig de 1933
- Janusz Jedrzejewicz – 10 de maig de 1933 - 13 de maig de 1934
- Leon Kozłowski – 15 de maig de 1934 - 28 de març de 1935
- Walery Slawek – 28 de març de 1935 - 12 d'octubre de 1935
- Marian Zyndram-Koscialkowski – 13 d'octubre de 1935 - 15 de maig de 1936
- Felicjan Slawoj Skladkowski – 15 de maig de 1936 - 30 de setembre de 1939

## Economia
Després d'adquirir la seva independència, Polònia va haver d'encarar grans dificultats econòmiques. Els límits de la República eren les restes de 3 sistemes econòmics diferents, amb 3 monedes diferents i molt poques infraestructures d'enllaç o directament inexistents. La situació era tan dolenta que el centres industrials de les grans ciutats no tenien enllaços ferroviaris directes, perquè havien estat part de diferents nacions. Per exemple, a la dècada dels 20 no hi havia una connexió ferroviària directe entre Varsòvia i Cracòvia, i la línia no es completà fins al 1934.
Al capdavant de tot això hi havia la gran destrucció que quedà després de la Primera Guerra Mundial i la Guerra Poloneso-Soviètica. A més, hi havia una gran disparitat econòmica entre les Polònies oriental i occidental, amb la meitat occidental molt més desenvolupada i pròspera. Els freqüents tancaments de fronteres i taxes (especialment amb l'Alemanya Nazi) també van tenir impactes negatius a l'economia polonesa.
Malgrat aquests problemes, Polònia aconseguí un estat de prosperitat econòmica durant els anys d'entreguerres a la par amb l'Europa occidental. El 1924 el Primer Ministre i Ministre d'Economia Wladyslaw Grabski introduí el Zloty com a única moneda comú per tot el territori, que restà com una de les divises més estables de l'Europa central. La moneda ajudà a Polònia a controlar una hiperinflació, sent l'únic país europeu capaç de fer-ho sense ajuda exterior.
Les bases de la relativa prosperitat europea van ser els plans de desenvolupament econòmic que preveien la construcció de 3 elements d'infraestructures claus. El primer va ser l'establiment del port de mar de Gdynia, que permeté a Polònia a evitar passar per Gdansk (que suportava una gran pressió alemanya per boicotejar les exportacions poloneses de carbó). La segona va ser la construcció de 500 km de connexió ferroviària entre la Silèsia superior i Gdynia, anomenada la Línia carbonífera polonesa. La tercera va ser la creació d'un districte industrial central, anomenat la RIC – Regió Industrial Central (Centralny Okreg Przemyslowy). Desafortunadament, tot aquest desenvolupament va quedar interromput i molt destruït per les invasions nazi i soviètica a l'inici de la Segona Guerra Mundial.

## Demografia

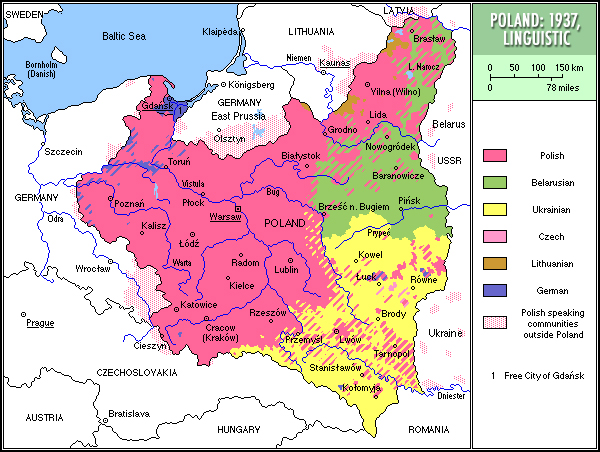
Les llengües de Polònia 1937

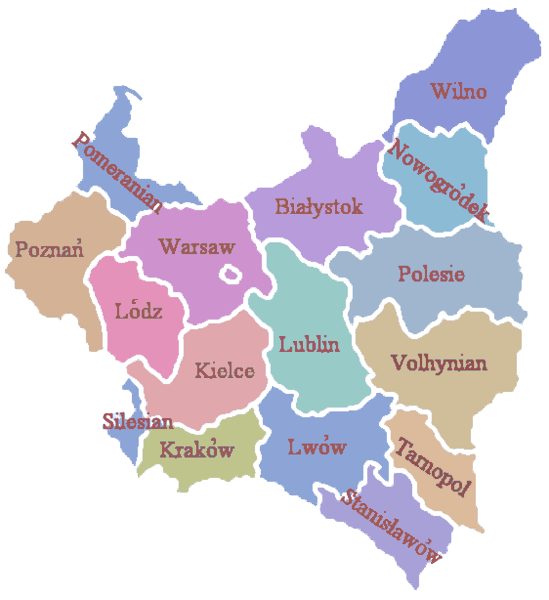
Voivodats polonesos 1922-1939

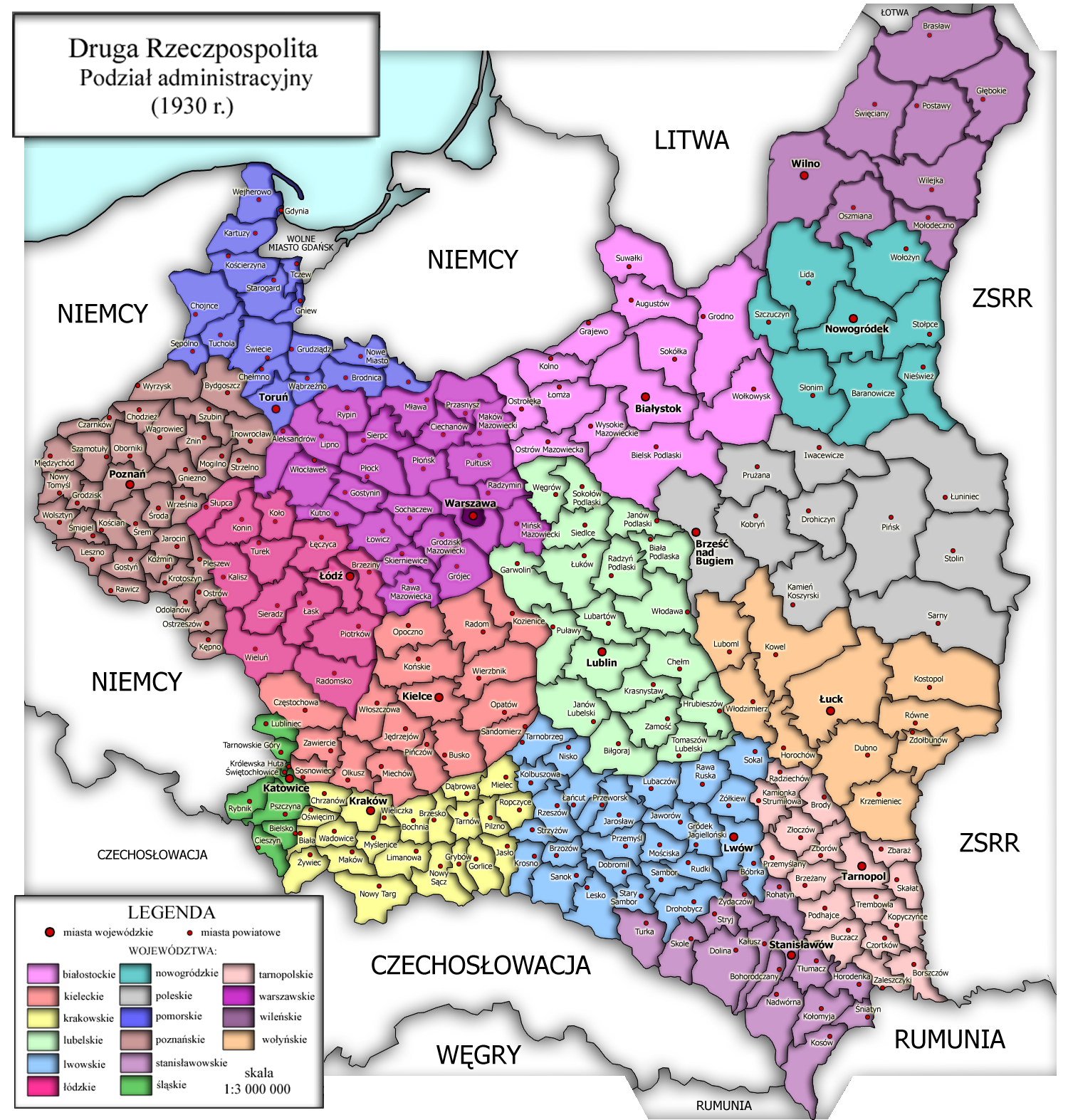
Mapa administratiu polonès des de 1930

Tradicionalment, Polònia ha estat una nació formada per diverses nacions, amb unes grans minories jueves i ucraïneses. Això es va fer especialment palès des que guanyà la seva independència el 1918, després de la I Guerra Mundial. El cens d'aquell any situava un 30,8% de la població pertanyent a minories. Això s'exacerbà encara més després de la victòria polonesa a la Guerra Poloneso-Soviètica i els guanys territorials fets per Polònia en conseqüència. D'acord amb el cens polonès de 1931, hi havia un 2,3% de belarussos, un 2,3% d'alemanys i un 2,8% d'altres nacionalitats, incloent lituans, txecs i armenis.
A més, Polònia era llar de diverses religions: el 1921, 16.057.229 polonesos (aproximadament un 62,5%) eren catòlics romans, 3.031.057 (aproximadament un 11,8%) eren catòlics de ritu oriental (principalment catòlics ucraïnesos i armenis, 2.815.817 (aproximadament un 10,95%) eren ortodoxos, uns 2.771.949 (un 10,8%) eren jueus i 940.232 (un 3,7%) eren protestants (principalment (luterans. El 1931, Polònia tenia la segona major concentració de població jueva de tot el món, amb una cinquena part dels jueus del món vivint dins les seves fronteres (aproximadament 3.136.000).

### Població
| Data                             | Població   | Percentatge de població rural | Densitat de població (per km²) |
| -------------------------------- | ---------- | ----------------------------- | ------------------------------ |
| Cens del 30 de setembre de 1921  | 27.177.000 | 75,4%                         | 69,9                           |
| Cens del 9 de desembre de 1931   | 32.348.000 | 72,6%                         | 82,6                           |
| 31 de desembre de 1938 (estimat) | 34.849.000 | 70%                           | 89,7                           |

Principals ciutats al 1939:
1. Varsòvia – 1.289.000
2. Łódź – 672.000
3. Lviv – 318.000
4. Poznań – 272.000
5. Cracòvia – 259.000
6. Vílnius – 209.000
7. Bydgoszcz – 141.000
8. Częstochowa – 138.000
9. Katowice – 134.000
10. Sosnowiec – 130.000
11. Lublin – 122.000
12. Gdynia – 120.000
13. Chorzów – 110.000
14. Białystok – 107.000

## Divisions administratives
La divisió administrativa de la Segona República Polonesa estava basat en un sistema esglaonat de 3 nivells. Al pis inferior estaven els gminy, que eren poc més que governs locals a nivell de poble. Aquests estaven agrupats en powiaty, i finalment en Voivodat wojewodstwa.
| Voivodats polonesos al període d'entreguerres (1 d'abril de 1937) |                          |                   |                         |                         |
| matrícules (des de 1937)                                          | Voivodat Ciutat separada | Capital           | Àrea in 1000 km² (1930) | Població en 1000 (1931) |
| 00-19                                                             | Ciutat de Varsòvia       | Varsòvia          | 0,14                    | 1179,5                  |
| 85-89                                                             | warszawskie              | Varsòvia          | 31,7                    | 2460,9                  |
| 20-24                                                             | białostockie             | Białystok         | 26,0                    | 1263,3                  |
| 25-29                                                             | kieleckie                | Kielce            | 22,2                    | 2671,0                  |
| 30-34                                                             | krakowskie               | Cracòvia          | 17,6                    | 2300,1                  |
| 35-39                                                             | lubelskie                | Lublin            | 26,6                    | 2116,2                  |
| 40-44                                                             | lwowskie                 | Lwów              | 28,4                    | 3126,3                  |
| 45-49                                                             | łódzkie                  | Łódź              | 20,4                    | 2650,1                  |
| 50-54                                                             | nowogródzkie             | Nowogródek        | 23,0                    | 1057,2                  |
| 55-59                                                             | poleskie                 | Brześć nad Bugiem | 36,7                    | 1132,2                  |
| 60-64                                                             | pomorskie                | Toruń             | 25,7                    | 1884,4                  |
| 65-69                                                             | poznańskie               | Poznań            | 28,1                    | 2339,6                  |
| 70-74                                                             | stanisławowskie          | Stanisławów       | 16,9                    | 1480,3                  |
| 75-79                                                             | śląskie                  | Katowice          | 5,1                     | 1533,5                  |
| 80-84                                                             | tarnopolskie             | Tarnopol          | 16,5                    | 1600,4                  |
| 90-94                                                             | wileńskie                | Wilno             | 29,0                    | 1276,0                  |
| 95-99                                                             | wołyńskie                | Łuck              | 35,7                    | 2085,6                  |

L'1 d'abril de 1938, les fronteres de diversos voivodats de la Polònia central i occidental van modificar-se considerablement.

## Geografia de la Segona República Polonesa
La Segona República Polonesa era principalment pla, amb una elevació mitjana de 223 metres sobre el nivell del mar (després de la Segona Guerra Mundial, l'elevació mitjana va descendir fins als 173 metres). Només el 13% del territori, localitzat a la frontera sud, estava per damunt de 300 metres. La màxima elevació és el mont Rysy, que s'alça fins a 2.499 metres als Carpats, a 95 km al sud de Cracòvia. Entre octubre de 1938 i setembre de 1939, la màxima elevació va ser el Lodowy Szczyt, amb 2.627 metres. El major llac és el Narach.
La superfície total del país, després de l'annexió de Zaolzie, era de 389.720 km², estenent-se 903 km de nord a sud i 894 km d'est a oest. L'1 de gener de 1938, la longitud total de les fronteres era de 5.529 km, incloent:
- 140 km de costa (dels quals, 71 km eren la Península de Hel)
- 1.412 km amb la Unió Soviètica
- 948 km amb Txecoslovàquia (fins al 1938)
- 1.912 km amb Alemanya
- 1.081 amb altres països (Lituània, Romania, Letònia i la ciutat lliure de Danzig)